# Plateauova–Rayleighova nestabilita
Plateauova–Rayleighova nestabilita je fyzikální jev spadající do dynamiky kapalin, který vysvětluje, jak a kdy se proud tekutiny při zachování celkového objemu rozdělí na menší kapky s menším celkovým povrchem. Je blízce příbuzný Rayleighově–Taylerově nestabilitě, která popisuje interakci mezi dvěma tekutinami s rozdílnou hustotou, a patří tak do širší větve dynamiky kapalin zabývající se chováním rozpadu proudění kapalin. V praktickém pojetí se často užívá zejména v inkoustovém tisku, kde se inkoust pod tlačícím proudem rozdělí na drobnější kapky, které poté zanechají jednolitou stopu na papíře.
Fyzikálním konceptem vysvětlující tuto nestabilitu je fakt, že se kapaliny obecně snaží minimalizovat svůj relativní povrch za účelem snížení energie povrchového napětí. Energie povrchového napětí je definována jako součin plochy a povrchového napětí kapaliny – {\displaystyle E=S\cdot \sigma }. Dochází tedy k ustálení v energeticky nejvýhodnějším uspořádání, jak stanovuje obecný zákon zachování energie. V poslední době bylo věnováno mnoho úsilí studiu finálního stavu takových zaškrcení pomocí samo-podobných (kvazi-fraktálních) řešení.

## Historie
Plateauova–Rayleighova nestabilita je pojmenována po Josefu Plateauovi a lordu Rayleighovi. V roce 1973 Plateau změřil, že svisle se pohybující proud vody se rozdělí na kapky právě tehdy, když je jeho délka 3,13 až 3,18krát delší než jeho poloměr. Tento koeficient poznamenal jako pozoruhodně blízký hodnotě π. Později Rayleigh teoreticky dokázal, že svisle padající sloupek ideální neviskózní kapaliny s kruhovým průřezem by se měl rozdělit na kapky právě tehdy, když se jeho délka stane delší než jeho obvod, který je opravdu π-krát větší než průměr průřezu.

## Teoretické vysvětlení

Přechodná fáze proudu kapaliny mezi laminárním prouděním a rozpadem na kapky. Poloměry zakřivený jsou naznačeny. Rovnice, podle které se proud chová:, kde je poloměr nerušeného proudu, je amplituda pertuberace, je vzdálenost od osy proudění a je vlnočet.

Plateauova–Rayleighova nestabilita začíná jako důsledek přítomnosti drobných poruch — perturbačních vln — v proudícím sloupci kapaliny. Tyto malé perturbace jsou nevyhnutelné: objevují se i v ideálně hladkých proudech, protože v reálném světě je vždy přítomen nějaký zdroj tření, například interakce s okolním vzduchem či mikroskopické vibrace. Perturbace s vlnovou délkou {\displaystyle \lambda >2\pi r}, kde {\displaystyle r} je poloměr sloupce, mohou začít růst, zatímco kratší se postupně vytratí. To je základní kritérium stability tohoto toku.
Matematicky lze průběh perturbací analyzovat rozkladem do sinových a kosinových komponent pomocí Fourierovy transformace. Různé frekvenční složky pak v čase buď zesilují, nebo slábnou — a to výhradně v závislosti na svém vlnovém čísle. Některé tedy časem začnou převládat, zatímco zbytek vymizí. Jak perturbace narůstají, dochází ke snižování celkového povrchového napětí (protože kapalina „přechází“ do kapek s menším povrchem), čímž se systém posouvá do energeticky výhodnějšího stavu.[zdroj?] Pokud předpokládáme, že počáteční amplitudy všech složek jsou stejné, pak převládající velikost vzniklých kapek odpovídá právě vlnové délce nejrychleji rostoucí komponenty.
Z hlediska dynamiky toku má tento jev elegantní vysvětlení přes Youngovu–Laplaceovu rovnici. Tam, kde je sloupec kapaliny tenčí (minimum perturbace), je menší poloměr zakřivení a tedy vyšší tlak. V oblastech maxima je naopak poloměr větší a tlak nižší. Kapalina je proto tlačena z oblastí vyššího tlaku do oblastí nižšího, což vede k dalšímu zvětšování maxim a zmenšování minim — tedy k růstu perturbací. Tento proces je tedy samozesilující a způsobuje, že amplituda vlny v čase exponenciálně narůstá, alespoň v případech, kdy převládne efekt související s hlavním zakřivením sloupce.
Pokud do úvahy zahrneme i druhý poloměr zakřivení (v příčném směru vzhledem ke komponentě samotné), ten má v minimu zápornou hodnotu, a tedy tendenci působit proti zmíněnému tlakovému rozdílu. Tyto dva efekty jsou však nevyvážené: tlakový gradient vznikající z rozdílu hlavního poloměru převažuje a výsledkem je destabilizace původního proudového sloupce a rozpad na kapky.
Faktorem rozhodujícím, který z efektů převládne, je součin vlnového čísla a počátečního poloměru sloupce {\displaystyle kR_{0}}. Jen ty složky perturbace, pro které platí {\displaystyle kR_{0}<1}, v čase rostou — tedy jen ty jsou nestabilní. Ostatní perturbace se rozptýlí. Nejrychleji rostoucí komponenta odpovídá hodnotě {\displaystyle kR_{0}\approx 0{,}697}, což určuje dominantní velikost výsledných kapek. Jinými slovy, systém „vybere“ takovou perturbaci, která nejlépe podporuje rozpad sloupce, a to čistě na základě geometrie a fyzikálních parametrů proudící kapaliny.